# Lichtenvoorde
Lichtenvoorde – miasteczko w Holandii, w gminie Oost Gerle.
Przed 1 stycznia 2005, Lichtenvoorde było samodzielną gminą, która składała się z czterech wsi: Lievelde, Zieuwent, Vragender i Harreveld. Gmina liczyła wtedy około 20 000 mieszkańców. Ludzie z Lichtenvoorde są nazywani keienslöppers (głazowi przewoźnicy). Nazwa ta wywodzi się od ogromnego głazu na rynku z kamiennym lwem na górze. Jest on symbolem wsi. Lichtenvoorde jest znane z parady kwiatów (bloemencorso), która odbywa się raz w roku we wrześniu, tak jak lokalny kiermasz. Parada przedstawia duże pojazdy, szerokie na 5 metrów i wysokie na osiem, bez limitów długości, które są w pełni zakryte kwiatami (najczęściej daliami). W Lichtenvoorde znajduje się tor motocrossowy, na którym odbywają się wyścigi.

## Galeria

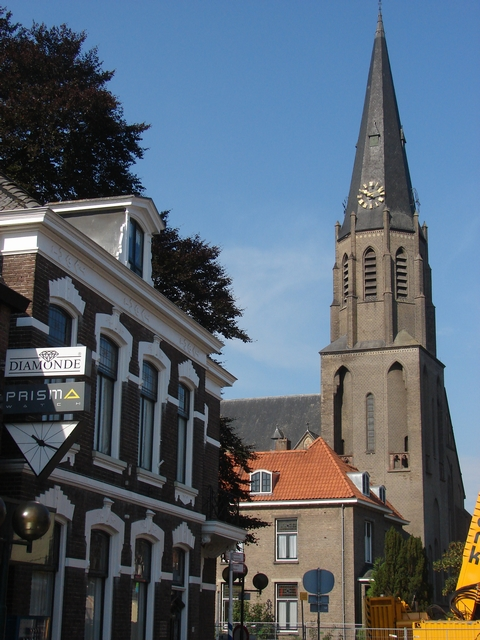
Kościół św.Bonifacego w Lichtenvoorde
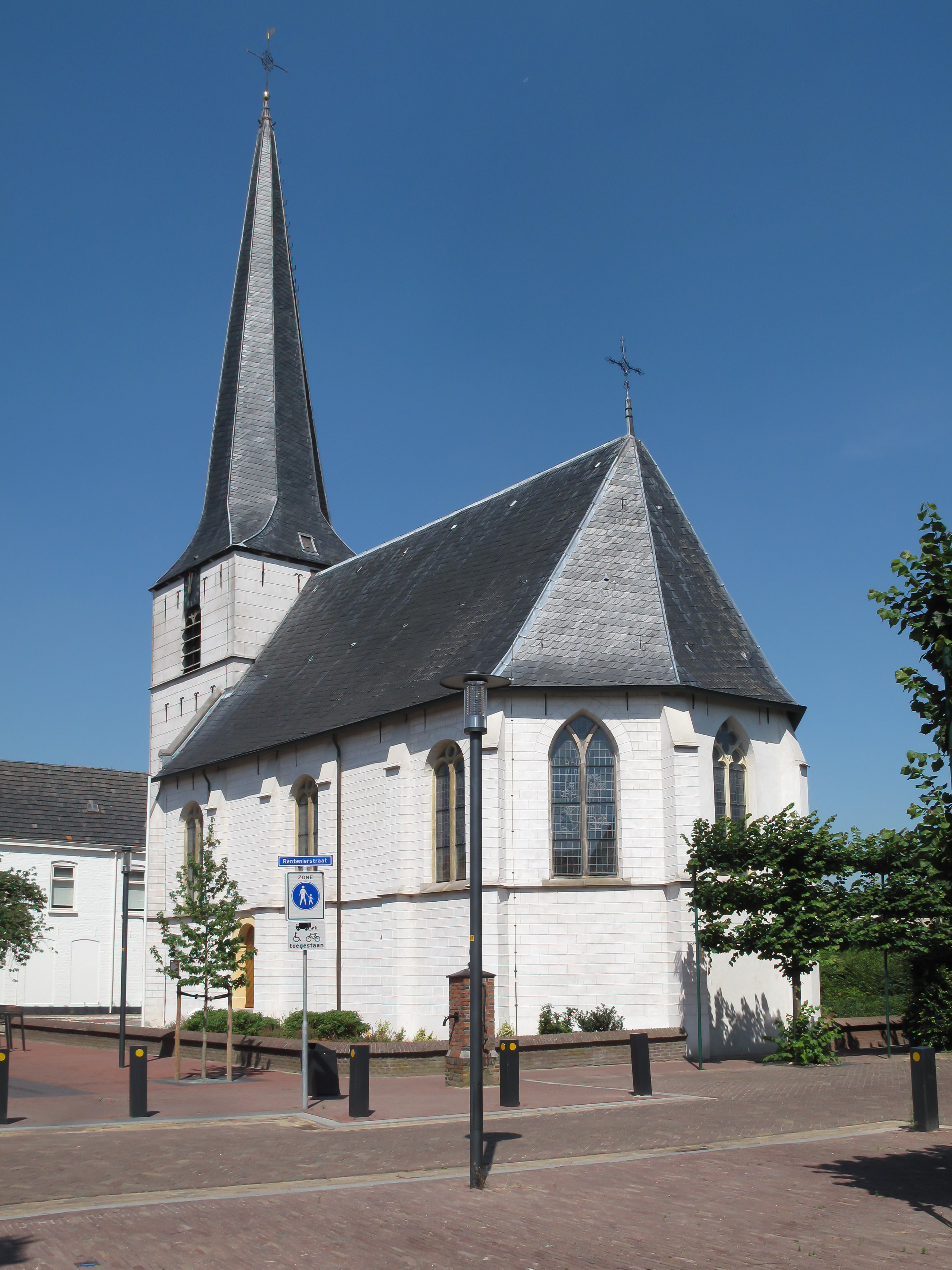
Kościół protestancki w Lichtenvoorde
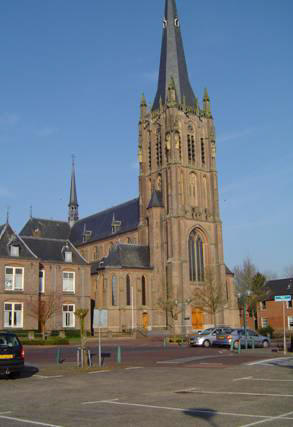
Kościół katolicki w Zieuwent
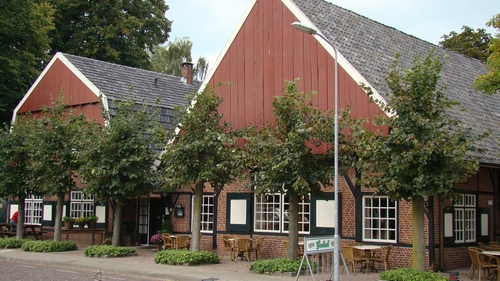
Vragender
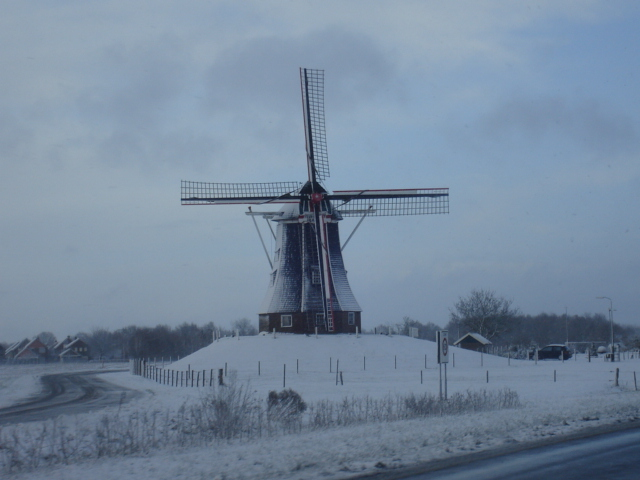
Wiatrak w Harreveld
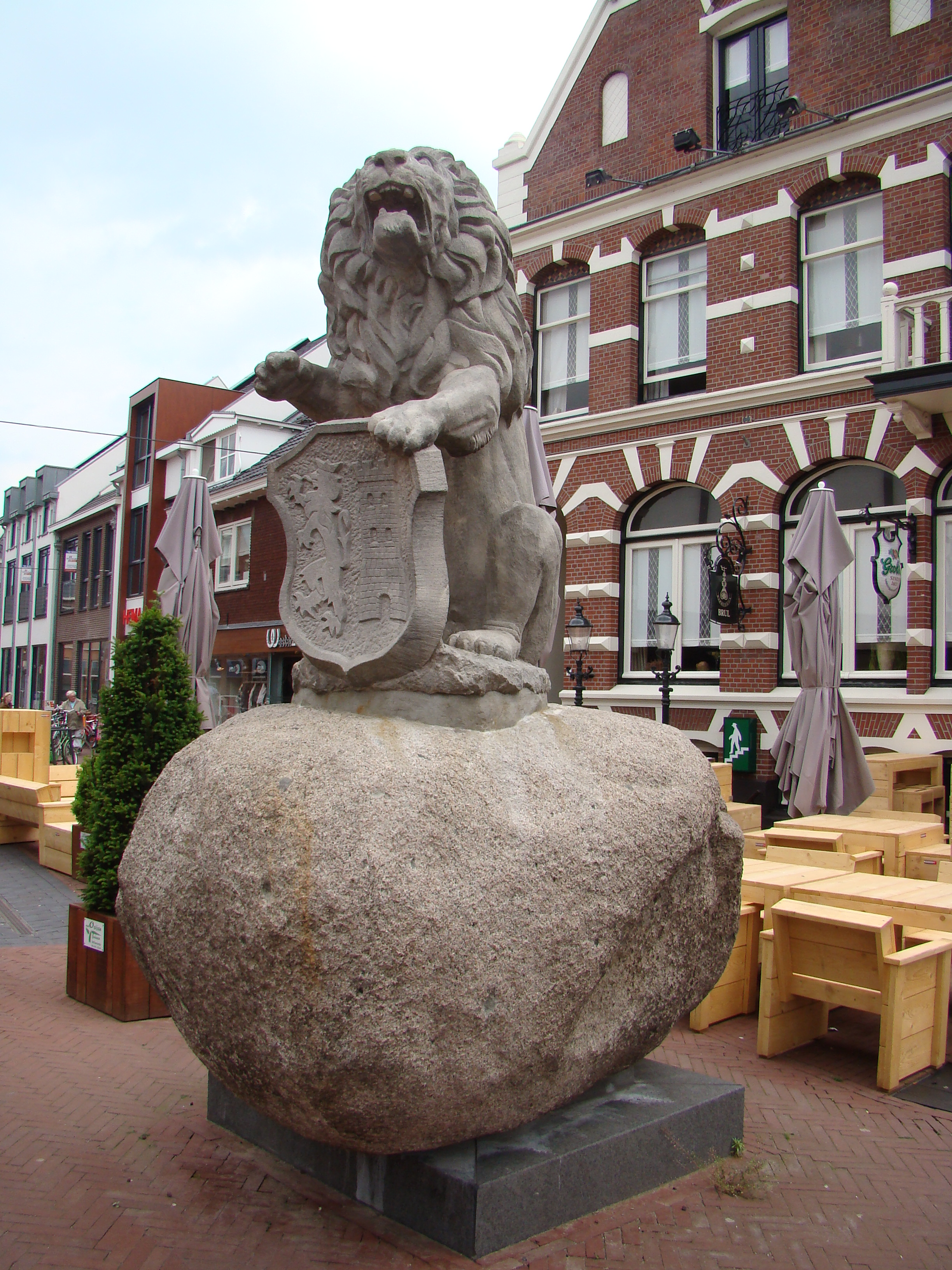
Głaz z lwem na rynku w Lichtenvoorde